# USA:s intressesektion i Havanna
USA:s intressesektion vid Schweiz ambassad i Havanna (engelska The United States Interests Section of the Embassy of Switzerland in Havana) är en del av Schweiz ambassad i Havanna som bemannas med tjänstemän från det amerikanska utrikesdepartementet och vilka har i uppdrag att tillvarata USA:s intressen på Kuba. I Washington har Kuba en intressesektion vilken på motsvarande sätt utgör en del av Schweiz ambassad där. Då USA och Kuba formellt sett inte har några diplomatiska förbindelser fungerar respektive intressesektioner de facto som de bägge staternas "ambassader". Den amerikanska intressesektionen utgör visserligen protokollsmässigt en del av Schweiz ambassad i Havanna, men fungerar i praktiken helt fristående från denna i en separat byggnad med amerikansk,  eller lokalanställd, personal avlönade av det amerikanska utrikesdepartementet.
Den amerikanska Guantánamobasen utgör en del av kubanskt territorium, men arrendet erkänns inte av regeringen i Havanna och passage mellan militärbasen och övrigt kubanskt territorium är ej möjlig. Guantánamobasen representeras därför diplomatiskt av USA:s ambassad i Kingston, Jamaica. Guantanamo utgör ett amerikansk-kontrollerat territorium men är inte en del av USA, och ingår inte i USA:s immigrationszon. Det är därför inte möjligt att exempelvis som flykting ansöka om politisk asyl genom att befinna sig där.